# Gran Premio di Cecoslovacchia 1934
Il Gran Premio di Cecoslovacchia 1934 è stato un Gran Premio di automobilismo della stagione 1934.
Disputata sul Circuito di Brno, all'epoca lungo quasi trenta chilometri, venne vinta dal tedesco Hans Stuck su Auto Union. Contemporaneamente ma con partenza ritardata e percorrenza ridotta, corsero anche le voiturette, categoria nella quale vinse l'italiano Nino Farina su Maserati.

## Gara

### Risultati
| Pos | Nº | Pilota                        | Scuderia         | Vettura           | Giri | Tempo /Ritiro  |
| --- | -- | ----------------------------- | ---------------- | ----------------- | ---- | -------------- |
| 1   | 10 | Hans Stuck                    | Auto Union AG    | Auto Union A      | 17   | 3h53'27"9      |
| 2   | 18 | Luigi Fagioli                 | Daimler-Benz AG  | Mercedes-Benz W25 | 17   | 3h56'24"5      |
| 3   | 26 | Tazio Nuvolari                | Maserati         | Maserati 6C 34    | 17   | 3h57'14"1      |
| 4   | 32 | Hermann zu Leiningen          | Auto Union AG    | Auto Union A      | 17   | 4h02'05"2      |
| 5   | 4  | Achille Varzi                 | Scuderia Ferrari | Alfa Romeo P3     | 17   | 4h04'08"9      |
| 6   | 20 | Ernst Jakob Henne Hanns Geier | Daimler-Benz AG  | Mercedes-Benz W25 | 16   | 4h12'12"0      |
| 7   | 12 | Wilhelm Sebastian             | Auto Union AG    | Auto Union A      | 16   |                |
| 8   | 2  | László Hartmann               | L. Hartmann      | Bugatti T51       | 15   |                |
| Rit | 16 | Rudolf Caracciola             | Daimler-Benz AG  | Mercedes-Benz W25 | 11   | Ruota          |
| Rit | 6  | Louis Chiron                  | Scuderia Ferrari | Alfa Romeo P3     | 9    | Tubo idraulico |
| Rit | 8  | Gianfranco Comotti            | Scuderia Ferrari | Alfa Romeo P3     | 9    |                |
| Rit | 14 | Zdeněk Pohl                   | Valdemar Gut     | Bugatti T51       | 8    |                |
| Rit | 22 | Eugen Bjørnstad               | E. Bjørnstad     | Alfa Romeo Monza  | 8    |                |
| Rit | 28 | Robert Benoist                | Bugatti          | Bugatti T59       | 8    |                |
| Rit | 30 | Jean-Pierre Wimille           | Bugatti          | Bugatti T59       | 6    |                |
| SQ  | 36 | Frantisek Holešák             | F. Holešák       | Bugatti T35B      | 6    | Troppo lento   |
| Rit | 34 | Jan Pavlicek                  | Pavlíček         | Bugatti T35C      | 1    |                |

## Altre gare

### Gran Premio di Cecoslovacchia voiturette
| Pos | Nº | Pilota                   | Scuderia              | Vettura           | Giri | Tempo /Ritiro |
| --- | -- | ------------------------ | --------------------- | ----------------- | ---- | ------------- |
| 1   | 52 | Nino Farina              | Scuderia Subalpina    | Maserati 4CM 1500 | 15   | 3h58'49"0     |
| 2   | 50 | Ernst Günther Burggaller | E.G. Burggaller       | Bugatti T51A      | 15   | 4h01m32"4     |
| 3   | 42 | Bruno Sojka              | B. Sojka              | Bugatti T51A      | 15   | 4h01'44"4     |
| 4   | 46 | George Eyston            | G. Eyston             | MG K3 Magnette    | 15   | 4h01'47"0     |
| 5   | 68 | Richard Seaman           | Whitney Straight Ltd. | MG K3 Magnette    | 15   | 4h01'57"8     |
| 6   | 56 | Frantisek Hoštálek       | Akclova Zbojovka      | Z 13              | 14   | 4h09'27"6     |
| 7   | 66 | Adolf Szczyzycki         | Wichterie & Kovarik   | Wikov 7/28 Sport  | 13   | 4h12'56"3     |
| 8   | 62 | Jan Beneš                | Wichterie & Kovarik   | Wikov 7/28 Sport  | 12   |               |
| Rit | 40 | Florian Schmidt          | F. Schmidt            | Bugatti T51A      | 8    |               |
| Rit | 80 | Rudolf Manoušek          | Jos Walter & Spol     | Walter Junior SS  | 7    |               |
| Rit | 44 | Antonín Komár            | A. Komár              | Bugatti T37 A     | 6    |               |
| Rit | 70 | Alexander Wilhelm        | Laszlo Hartmann       | Bugatti T37 A     | 5    |               |
| Rit | 38 | Vaclav Trumpez           | V. Trumpez            | Z 13              | 4    |               |
| Rit | 72 | Fritz Hell               | F. Hell               | Bugatti T37 A     | 2    |               |
| Rit | 64 | Helmut Schellenberg      | H. Schellenberg       | Bugatti T37 A     | 0    |               |

Giro veloce:  Nino Farina (Maserati)